# Champrond-en-Perchet
 Champrond-en-Perchet  es una población y comuna francesa, en la región de  Centro, departamento de Eure y Loir, en el distrito de Nogent-le-Rotrou y cantón de Nogent-le-Rotrou.

## Demografía
| 163 | 151 | 285 | 440 | 456 | 397 |
| Para los censos de 1962 a 1999 la población legal corresponde a la población sin duplicidades (Fuente: INSEE [Consultar]) |     |     |     |     |     |